# Tsintaozaur
Tsintaozaur (Tsintaosaurus) – dinozaur z rodziny hadrozaurów. Pierwotnie zrekonstruowany jako posiadający na głowie (między oczami) nachylony do przodu wyrostek kostny o długości około 1 m, przypominający kształtem szpikulec, tworzony przez kości nosowe; z badań Prieto-Márqueza i Wagnera (2013) nad czaszką okazu holotypowego i nad dodatkowymi kośćmi czaszki uznanymi przez autorów za należące do przedstawiciela gatunku T. spinorhinus wynika jednak, że kostny grzebień na czaszce tsintaozaura był skierowany ku górze i lekko ku tyłowi oraz przypominał kształtem płatek korony kwiatu.

## Gatunki
- T. spinorhinus opisany przez Yang Zhongjiana w 1958.

## Dane podstawowe
Cechy gatunku:
pokrycie ciała: łuskowata skóra;
uzębienie: w szczęce miał tysiące zębów do przeżuwania;
szyja: brak danych;
kończyny przednie: jak u innych hadrozaurów;
kończyny tylne:  jak u innych hadrozaurów;
ogon: długi;
cechy szczególne: kaczy dziób.
Wymiary średnie:
długość ciała ok. 10 m;
wysokość ok. 3,6 m;
masa ok. 3 tony.

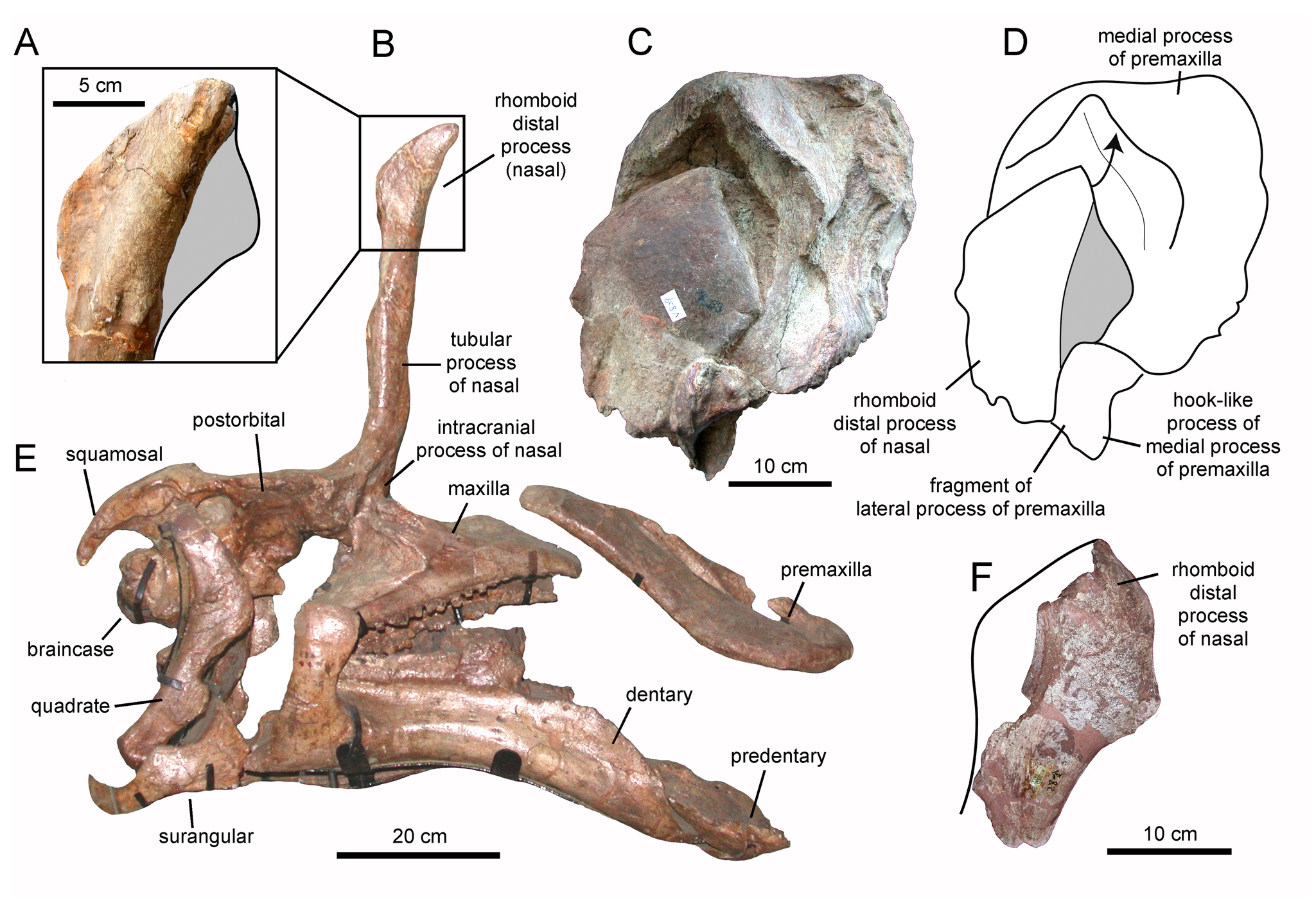

Przewidywana prędkość maksymalna: brak danych
Pożywienie: rośliny.
Okres występowania: górna kreda}, ok. {70} mln lat p.n.e.
Biotop: brak danych.
Rozród: jajorodne.
Gniazdo: brak danych.
Tryb życia, zachowania społeczne: życie stadne.
Znaczenie nazwy:.